# Hopalong Cassidy
Hopalong Cassidy  è una serie televisiva western statunitense in 52 episodi trasmessi per la prima volta nel corso di 2 stagioni dal 1952 al 1954. La serie televisiva si basa sui 66 film per il cinema interpretati da William Boyd tra il 1935 e il 1948 (fu realizzata dopo che questi ne aveva acquistato i diritti per la TV) ed era stata trasmessa anche in radio dal 1948 al 1952. In televisione la NBC cominciò a trasmettere episodi composti da spezzoni tratti dai film già dal 1949 al 1951; la serie televisiva con episodi originali iniziò ad essere trasmessa solo nel 1952 in syndication.
Hopalong Cassidy è il rude personaggio creato dall'autore Clarence E. Mulford per una serie di storie e romanzi editi dal 1904.

## Personaggi
- Hopalong Cassidy (49 episodi, 1952-1954), interpretato da	William Boyd.
- cavallo di Hoppy (48 episodi, 1952-1954), interpretato da	Topper the Horse.
- Red Connors (40 episodi, 1952-1954), interpretato da	Edgar Buchanan.
- Scagnozzo (24 episodi, 1952-1954), interpretato da	Tex Palmer.
- Cittadino (10 episodi, 1952-1954), interpretato da	Chick Hannon.
- California Jack Carlson (9 episodi, 1952), interpretato da	Andy Clyde.
- Lucky Jenkins (9 episodi, 1952), interpretato da	Rand Brooks.
- Colter (7 episodi, 1952-1954), interpretato da	Earle Hodgins.
- Brad Mason (4 episodi, 1952-1954), interpretato da	George Wallace.
- Jessie (4 episodi, 1952-1954), interpretata da	Elaine Riley.
- Groves (4 episodi, 1952), interpretato da	Herbert Rawlinson.
- Duke (4 episodi, 1952), interpretato da	Harry Cording.
- Johnny Tall Horse (3 episodi, 1952-1954), interpretato da	Rick Vallin.
- Clay Morgan (3 episodi, 1952-1954), interpretato da	William Henry.
- Frank Dale (3 episodi, 1952-1953), interpretato da	John Crawford.
- capitano Lee Sterling (3 episodi, 1952-1954), interpretato da	Keith Richards.
- Cane (3 episodi, 1952), interpretato da	Francis McDonald.

## Produzione
La serie, ideata da William Boyd che riprese i film riadattandoli con episodi televisivi della durata di mezz'ora, fu prodotta da Hopalong Cassidy Productions, B.B. Productions e William Boyd Productions e girata nei ranch di Anchor, Corriganville, Iverson, Melody e a Sonora in California. Le musiche furono composte da Raoul Kraushaar, Nacio Herb Brown e L. Wolfe Gilbert.

### Registi
Tra i registi della serie sono accreditati:
- George Archainbaud (26 episodi, 1952-1954)
- Derwin Abrahams (20 episodi, 1952-1954)
- Thomas Carr (6 episodi, 1952)

## Distribuzione
La serie fu trasmessa negli Stati Uniti dal 1952 al 1954 in syndication. In Italia è stata trasmessa con il titolo Hopalong Cassidy.
Alcune delle uscite internazionali sono state:
- negli Stati Uniti il 2 febbraio 1952 (Hopalong Cassidy)
- in Spagna (Hopalong Cassidy)
- in Italia (Hopalong Cassidy)

## Episodi
| Stagione         | Episodi | Prima TV USA |
| ---------------- | ------- | ------------ |
| Prima stagione   | 26      | 1952-1953    |
| Seconda stagione | 26      | 1953-1954    |